# Bruchia drummondii
Bruchia drummondii är en bladmossart som beskrevs av Georg Ernst Ludwig Hampe och Nathaniel Lord Britton 1894. Bruchia drummondii ingår i släktet Bruchia och familjen Bruchiaceae. Inga underarter finns listade i Catalogue of Life.